# Gustaf Lundholm
Johan Erik Gustaf Lundholm, född 26 oktober 1876 i Katarina församling, Stockholm, död 11 november 1956 i Strömsund, Jämtlands län, var en svensk järnhandlare, direktör och lokalpolitker.

## Biografi

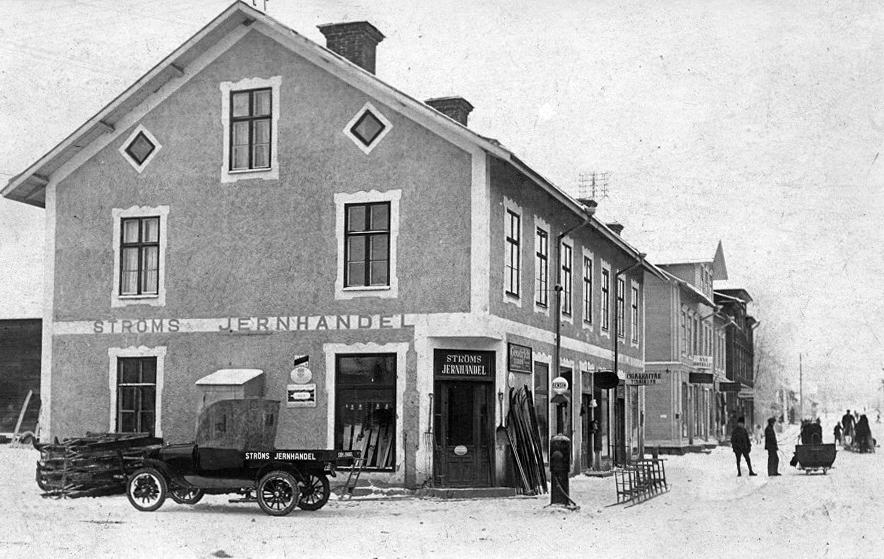
Lundholms järnhandel i Strömsund, 1920-tal.

Lundholm avlade studentexamen från högre allmänna läroverk 1893. Han började sedan året därpå arbeta som järnhandlarbiträde hos sin far i Östersund. 1901 flyttade han till Strömsund där han bedrev egen järnhandel. Lundholm hade många olika uppdrag i staden och kallades för ”Kungen av Strömsund”. Bland annat var han områdesbefälhavare och kapten i Landstormen och anförde en bataljon landstormsmän under mobiliseringen 1914. Åren 1912–1935 var han brandchef i staden. Lundholm innehade flera förtroendeuppdrag och var ordförande i Strömsunds byggnadsnämnd (1902–1912), vattenverksstyrelse (1916–1920, 1924–1935) samt municipalnämnd (1924–1935).

## Familj
Gustaf Lundholm var son till järnhandlaren Carl August Lundholm och Anna Erica Nylin. Han gifte sig 1904 med Ruth Wickström. De fick fyra söner, varav den äldste var majoren Erik Lundholm.

## Utmärkelser
- Riddare av 1:a klassen av Kungl. Vasaorden, 1938.[3]
- Kungliga Patriotiska Sällskapets guldmedalj.[2]